# دي ال اس اس
دي ال اس اس بالانجليزية (Deep Learning Super Sampling) ويختصر عادة بDLSS هي مجموعة من تقنيات تعزيز الصورة والترقية باستخدام التعلم العميق في الوقت الحقيقي التي تم تطويرها بواسطة شركة نفيديا، وهي متوفرة في عدد من ألعاب الفيديو. 
الهدف من هذه التقنيات هو تمكين معظم مراحل معالجة الرسومات من العمل بدقة منخفضة لزيادة الأداء، ثم توليد صورة بدقة أعلى من الصورة ذات الدقة المنخفضة بحيث تحاكي نفس مستوى التفاصيل بدقة أعلى. جميع أجيال DLSS متوفرة على جميع بطاقات الرسومات من نفيديا ذات العلامة التجارية RTX في الألعاب المدعومة. ومع ذلك، فإن ميزة توليد الإطارات مدعومة فقط على بطاقات الرسومات من سلسلة 40 أو الأحدث، بينما ميزة توليد الإطارات المتعدد متوفرة فقط على بطاقات الرسومات من سلسلة 50.

### تاريخ الإصدار
| رقم الاصدار              | تاريخ الاصدار | أبرز الأحداث |
| ------------------------ | ------------- | --- |
| 1.0                      | فبراير 2019   | مُحسِّن الصور المكانية بشكل أساسي، مطلوب تدريبه بشكل خاص |
| "1.9" (الاسم غير الرسمي) | أغسطس 2019    | |
| 2.0                      | ابريل 2020    | |
| 3.0                      | سبتمبر 2022   | DLSS 3.0، المعزز بخوارزمية توليد الإطارات باستخدام التدفق البصري (متوفرة فقط على وحدات معالجة الرسوميات من سلسلة RTX 40) لتوليد إطارات بين الإطارات المعروضة.    |
| 3.5                      | سبتمبر 2023   | يضيف DLSS 3.5 إعادة بناء الأشعة، ويستبدل خوارزميات إزالة الضوضاء المتعددة بنموذج ذكاء اصطناعي واحد تم تدريبه على خمسة أضعاف البيانات المستخدمة في DLSS 3.        |
| 4.0                      | يناير 2025    | يضيف DLSS 4.0 إنشاء إطارات متعددة، ونموذج ذكاء اصطناعي جديد يعتمد على بنية المحول، مما يحسن استقرار الإطارات، ويقلل من استخدام الذاكرة، ويزيد من تفاصيل الإضاءة. |